# Sony Xperia J
A Sony Xperia J (ST26i, ST26a) egy alsókategóriás androidos okostelefon, amelyet a gyártó Sony 2012 augusztusában dobott piacra.

## Hardver
Az Xperia E alapja egy 1 GHz-es órajelű egymagos Qualcomm Snapdragon S1 (MSM7227A) processzor. Beépített memóriája 4GB, de ez microSD-kártya használatával további 32GB-ig bővíthető. A készülék 512MB RAM-mal és az Adreno 200-as grafikus processzor feljavított változatával rendelkezik. 4.0 hüvelyk képátlójú kapacitív TFT-kijelzője Gorilla Glass borítást kapott. Felbontása 854x480 pixel, mindez 262 ezer szín megjelenítése mellett, ám a képjavító Bravia Engine megléte nélkül. 5 megapixeles autofókuszos, vakuval ellátott kamerája képes videók rögzítésére is. A Bluetooth 2.1, az A-GPS, és az IEEE 802.11b/g/n Wi-Fi szintén tartozék. A telefon háza műanyag, fém oldalcsíkkal, fekete, fehér, rózsaszín, és arany színekben forgalmazzák. Felső részén a hangszóró mellett egy állapotjelző LED van, illetve egy esztétikai célokat szolgáló LED-et rejtettek el az alsó részén is.

## Szoftver
Beépített Sony-médiaalkalmazásai közt ott van a Walkman, a TrackID, a PlayNow, és az Intelligens csatlakozás. A legfontosabb Google-alkalmazások (Google Play, Google kereső, Google Térképek, Google Talk) szintén gyárilag mellékelve vannak. Szoftvere gyárilag az Android 4.0.4-es verziója, melyet egy később kiadott frissítéssel 4.1.2-es verzióra lehet cserélni.